# Vardan Ghazaryan
Vardan Ghazaryan (arabe : وارطان غازاريان et arménien : Վարդան Ղազարյան), né le 1er décembre 1969, est un footballeur international libanais d'origine arménienne, qui évoluait au poste d'attaquant.

## Biographie

### Carrière en sélection
Avec l'équipe du Liban, il joue entre 1993 et 2001, inscrivant 19 buts[réf. nécessaire].
Il dispute trois matchs rentrant dans le cadre des éliminatoires du mondial 1998, et cinq matchs rentrant dans le cadre des éliminatoires du mondial 2002. Il inscrit quatre buts lors de ces éliminatoires.
Il participe avec l'équipe du Liban à la Coupe d'Asie des nations 2000 organisée dans son pays natal.